# Líbano (Buenos Aires)
Líbano es una localidad argentina del partido de General La Madrid, en la provincia de Buenos Aires.

## Ubicación
Se encuentra a 34 km al sur de la ciudad de General La Madrid a través de un camino rural.
Se accede por camino asfaltado a través de la ruta provincial 76.

## Población
Cuenta con 292 habitantes (Indec, 2010), lo que representa un incremento del 7,3 % frente a los 272 habitantes (Indec, 2001) del censo anterior.
| Gráfica de evolución demográfica de Líbano entre 1991 y 2010 |
|                                                              |
| Fuente: Censos nacionales del INDEC                          |